# Bão Harvey

đúng

Bão Harvey là một cơn xoáy thuận nhiệt đới gây ra lũ lụt chưa từng thấy và thảm khốc ở vùng đông nam Texas. Đây là trận bão lớn đầu tiên đổ bộ vào đất liền ở Hoa Kỳ kể từ bão Wilma năm 2005, chấm dứt giai đoạn 12 năm kỷ lục mà không có cơn bão lớn (bão cấp 3 trở lên trên Thang bão Saffir-Simpson) đổ bộ vào Hoa Kỳ.Harvey cũng là cơn bão đầu tiên đánh vào tiểu bang Texas kể từ bão Ike năm 2008. Ngoài ra, đây là cơn bão mạnh nhất ở vịnh Mexico kể từ cơn bão Rita năm 2005 và mạnh nhất đổ bộ vào Hoa Kỳ kể từ cơn bão Charley năm 2004.

## Lịch sử khí tượng
Là cơn bão thứ tám được đặt tên, cơn bão cuồng phong (hurricane) thứ ba, và cơn bão cuồng phong lớn đầu tiên của mùa bão Đại Tây Dương năm 2017, Harvey phát triển từ một làn sóng nhiệt đới (khu vực có nhiều dông và mây) về phía đông của Tiểu Antilles vào ngày 17 tháng 8. Bão đã vượt qua quần đảo Antilles Hứng Gió vào ngày hôm sau, phía nam Barbados và sau đó là Saint Vincent. Khi đi vào biển Caribê, Harvey bắt đầu yếu đi do sức gió vừa phải và biến thành một đợt sóng nhiệt đới phía bắc Colombia vào đầu ngày 19 tháng 8. Các tàn dư được theo dõi về sự phục hồi, khi nó tiếp tục đi về phía tây bắc qua biển Caribe và bán đảo Yucatán trước khi phát triển lại trên vịnh Campeche vào ngày 23 tháng 8. Sau đó Harvey bắt đầu tăng cường nhanh chóng vào ngày 24 tháng 8, lấy lại trạng thái cơn bão nhiệt đới và trở thành cơn bão cuồng phong sau đó cùng ngày. Trong khi cơn bão đi về phía tây bắc, thì giai đoạn tăng cường của Harvey đã tạm dừng một thời gian qua đêm từ ngày 24 đến 25 tháng Tám, tuy nhiên Harvey sớm khôi phục lại và trở thành cơn bão cấp 4 vào cuối ngày 25 tháng 8. Nhiều giờ sau, Harvey đổ bộ vào Rockport, Texas, ở cường độ cao điểm.

## Hậu quả
Harvey đã gây ra cái chết của 107 người,trong đó 106 người ở Mỹ,còn lại 1 người ở Guyana. Bão lũ nội địa thảm khốc diễn ra tại vùng đô thị Houston. Giám đốc Cơ quan Quản lý Trường hợp Khẩn cấp  FEMA, đã gọi Harvey là "thảm họa tồi tệ nhất" trong lịch sử tiểu bang Texas, và dự kiến sự hồi phục phải mất "nhiều năm". Thiệt hại mà cơn bão này gây ra lên đến 125 tỷ USD(đô la Mỹ),ngang bằng với bão katrina của mùa bão 2005,đồng thời giúp harvey cùng với katrina là hai cơn bão gây thiệt hại lớn nhất về mặt vật chất từng được ghi nhận.
Một số cơn bão cũng gây ra những thiệt hại về vật chất lớn khác trong các cơn bão ở Đại Tây Dương như: Maria(2017)-91,61 tỷ USD;Sandy(2012)-68,7 tỷ USD;Irma(2017)-64,76 tỷ USD;Ike(2008)-38 tỷ USD;Wilma(2005)-27,4 tỷ USD;Andrew(1992)-27,3 tỷ USD;Ivan(2004)-26,1 tỷ USD;Rita(2005)-18,5 tỷ USD;...

## Các yếu tố môi trường
Địa lý Houston nằm ở một phần thấp của Đồng bằng ven biển vùng Vịnh, và đất của nó nằm trên đất sét có khả năng thoát nước kém. Khí hậu của Houston gây ra lượng mưa rất lớn, cùng với các trận lũ lụt gây ra, có nghĩa là các lũ lụt lặp đi lặp lại trong thành phố kể từ khi thành lập vào năm 1836, mặc dù khu kiểm soát lũ lụt được thành lập năm 1947 với sự trợ giúp của Quân đội Hoa Kỳ, thành công trong việc ngăn chặn lũ lụt toàn bang trong hơn 50 năm. Gần đây hơn, các cư dân chết vì "lũ lụt lịch sử" vào tháng 5 năm 2015, và trong "lũ ngày thuế" tháng 4 năm 2016. Bão có xu hướng di chuyển rất chậm trong khu vực, và mưa rơi lượng lớn trong một thời gian dài, như đã xảy ra trong cơn bão nhiệt đới Claudette năm 1979 và bão nhiệt đới Allison năm 2001.

### Thay đổi khí hậu
Trả lời về tình trạng lũ lụt phá vỡ kỷ lục của Harvey, các nhà khoa học khí hậu chỉ ra rằng lượng mưa lớn là do nhiệt độ tăng . Theo các quan chức của Harris County Flood Control District, Harvey đã gây ra trận lũ '500 năm' thứ ba trong vòng ba năm. Cơ quan Đánh giá Khí hậu Quốc gia nêu rõ:
Những sự gia tăng gần đây trong hoạt động liên quan một phần đến nhiệt độ  mặt biển cao hơn trong khu vực mà các trận bão Đại Tây Dương hình thành và di chuyển qua. Nhiều yếu tố đã được hiển thị ảnh hưởng đến nhiệt độ mặt biển địa phương, bao gồm sự biến thiên tự nhiên, phát thải do con người gây ra bởi khí giữ nhiệt, và ô nhiễm hạt.

Theo Kevin Trenberth, tác động của con người có thể là nguyên nhân của 30% lượng mưa của cơn bão. Michael E. Mann cho biết, nhiệt độ mặt biển của khu vực đã tăng khoảng 0.5 °C trong những thập kỷ gần đây, cho phép Harvey tăng cường hơn dự kiến, gây ra thêm 3-5% độ ẩm trong khí quyển theo Quan hệ Clausius-Clapeyron. Kenneth Kunkel thuộc Viện nghiên cứu khí hậu North Carolina đã chỉ ra rằng nhiệt độ nước của Vịnh Mexico cao hơn mức trung bình vào thời điểm này trong năm, và cũng có thể là một nhân tố tác động của Harvey.
Sự di chuyển chậm rãi của Harvey trên Texas cho phép cơn bão thả mưa lớn vào tiểu bang này. Vị trí bị đình trệ này là do gió thổi yếu đi liên quan đến hệ thống áp lực cao ở cận nhiệt đới mở rộng ở nhiều phần ở Hoa Kỳ vào thời điểm đó, đã đẩy luồng phản lực lên phía bắc. Nghiên cứu và mô phỏng mẫu hình đã chỉ ra mối liên hệ giữa mô hình này và biến đổi khí hậu do con người gây ra.

### Mực nước biển dâng
Mực nước biển dâng cao dọc theo bờ biển do sự nóng lên toàn cầu, kết hợp với sự sụt lún do sạt lở bờ biển gây ra bởi việc khoan dầu, giếng nước ngầm hoặc các hoạt động khác, cũng chịu trách nhiệm cho các tác động trầm trọng hơn, với mực nước biển dâng cao 6 inch (15 cm) trong những năm gần đây 

### Quy hoạch đô thị
Houston chứng kiến sự phát triển nhanh chóng đô thị không kiểm soát, với các đồng cỏ hấp thụ và đất ngập nước được thay thế bằng các bề mặt cứng làm cho nước bão vượt qua khả năng thoát nước của các con sông và các kênh đào.
Vùng Katy Prairie ở phía tây hạt Harris, từng giúp hấp thụ nước lũ lụt trong khu vực, đã giảm xuống còn một phần tư so với quy mô trước đó trong vài thập kỷ qua do sự phát triển của vùng ngoại ô, và một phân tích phát hiện ra rằng hơn 7.000 đơn vị gia cư đã được xây dựng trong vùng lũ 100 năm ở hạt Harris từ năm 2010.